# Anna Barbara Reinhart
Anna Barbara Reinhart, född 12 juli 1730, död 5 januari 1796, var en schweizisk matematiker. Hon var en under sin samtid välkänd forskare. 
År 2003 namngavs en gata efter henne i Winterthur i Zürich i Schweiz.